# Powiat Sobrance
Powiat Sobrance (słow. okres Sobrance) – słowacka jednostka administracyjna znajdująca się w kraju koszyckim na terenie historycznych regionów Zemplín i Ung. Powiat Sobrance zajmuje obszar 538 km², jest zamieszkiwany przez 23 776 obywateli, średnia gęstość zaludnienia wynosi 44,19 osób na km².